# Union der bulgarischen Verfassungsclubs in Makedonien

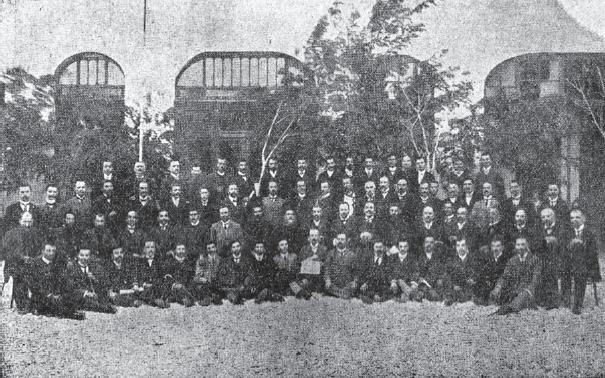
Die Mitglieder während der Gründungskonferenz 1908

Union der bulgarischen Verfassungsclubs in Makedonien (bulgarisch Съюз на българските конституционни клубове/Sajuz na balgarskite konstituzionni klubowe, kurz SBKK) war neben der Föderative Volkspartei (bulgarische Sektion) eine von zwei bulgarischen Parteien im Osmanischen Reich. 
Die SBKK wurde nach der Jungtürkischen Revolution im September 1908 in Thessaloniki von Mitgliedern der Bulgarischen Makedonien-Adrianopeler Revolutionären Komitees (kurz BMARK, später in Innere Mazedonische Revolutionäre Organisation umbenannt) gegründet. Die Zeitung »Otetschestwo« (bulg. Отечество, dt. Vaterland) wurde als Parteiorgan herausgegeben. Erster Vorsitzender der Partei wurde Toma Karajowow.

## Bekannten Persönlichkeiten
- Simeon Radew
- Kiril Parlitschew
- Christo Tatartschew
- Todor Pawlow
- Pantscho Dorew